# コニー・パラスケヴィン
コニー・パラスケヴィン（Connie anne Paraskevin、1961年7月4日 - ）は、アメリカ合衆国、ミシガン州・デトロイト出身の元女子自転車競技（トラックレース）選手及び同スピードスケート選手。
本名は、コンスタンス・アン・パラスケヴィン（Constance Anne Paraskevin）。

## 来歴
1984年の冬季サラエボオリンピック、1988年ソウルオリンピック、1992年バルセロナオリンピック、1996年アトランタオリンピックと、夏冬合わせて4回五輪に出場。
自転車競技では主にスプリントの選手として長らく世界第一線級選手として活躍。とりわけソウルオリンピックでは、エリカ・サルミャーエ、クリスタ・ルディングとともに「三強」を形成し、銅メダルを獲得した。また世界選手権自転車競技大会の同種目では4度世界一の座に就いた。
1976年インスブルックオリンピックで全種類のメダル獲得を果たしたシーラ・ヤングの実弟・ロジャーとの夫婦時代には、コニー・パラスケヴィン＝ヤング（Connie Paraskevin-Young）として競技活動を行っていた。

## 主な戦績
1978年
- 世界スプリントスピードスケート選手権大会 総合5位。

1982年
- 世界選手権・スプリント 優勝

1983年
- 世界選手権・スプリント 優勝

1984年
- 世界選手権・スプリント 優勝
- サラエボオリンピック・500m 13位

1985年
- 世界選手権・スプリント 2位

1986年
- 世界選手権・スプリント 3位

1987年
- パンアメリカン競技大会・スプリント 優勝
- 世界選手権・スプリント 3位

1988年
- ソウルオリンピック・スプリント 3位

1990年
- 世界選手権・スプリント 優勝

1991年
- 世界選手権・スプリント 3位